# (6238) 1989 NM
(6238) 1989 NM là một tiểu hành tinh vành đai chính. Nó được phát hiện bởi Eleanor F. Helin ở Đài thiên văn Palomar ở Quận San Diego, California, ngày 2 tháng 7 năm 1989.